# Red Bull Junior Team
Il Red Bull Junior Team è un programma sportivo nato nel 2001, creato e coordinato dall'ex pilota Helmut Marko. Ha come scopo quello di supportare e allenare alcuni giovani piloti selezionati nel loro cammino verso la Formula 1. L'intenzione primaria del vivaio è quella che possano un giorno gareggiare con il team a capo del progetto stesso ovvero la Red Bull Racing.
Nel 2004 Christian Klien è diventato il primo pilota proveniente dal vivaio Red Bull a gareggiare in Formula 1. A Monza nel 2008 Sebastian Vettel è diventato invece il primo pilota a vincere un GP di F1 e due anni dopo, nel 2010, a coronarsi campione del mondo di F1, ripetendosi poi consecutivamente anche nelle tre stagioni successive.
Dal 2001 il vivaio ha visto i propri piloti vincere 20 campionati, 275 gare e a segnare 276 pole-position.
Nella stagione 2025 in Formula 1 sono sette i piloti provenienti dal Red Bull Junior Team: il quattro volte campione del mondo Max Verstappen e Yūki Tsunoda della Red Bull, Liam Lawson e Isack Hadjar della scuderia Racing Bulls, Alexander Albon e Carlos Sainz Jr.della Williams e Pierre Gasly dell'Alpine.

## Piloti attuali
| Pilota              | Anni  | Campionato attuale                          | Titoli vinti in Red Bull Junior Team   |
| ------------------- | ----- | ------------------------------------------- | -------------------------------------- |
| Ayumu Iwasa         | 2021- | Super Formula                               | Nessuno da membro Red Bull Junior Team |
| Arvid Lindblad      | 2021- | Campionato FIA di Formula 3                 | WSK Euro Series - OKWSK Final Cup - OK |
| Enzo Tarnvanichkul  | 2023- | FIA Formula 4                               |                                        |
| Enzo Deligny        | 2023- | Campionato FIA di Formula regionale europea |                                        |
| Pepe Martí          | 2024- | Campionato FIA di Formula 2                 |                                        |
| Tim Tramnitz        | 2024- | Campionato FIA di Formula 3                 |                                        |
| Oliver Goethe       | 2024- | Campionato FIA di Formula 3                 |                                        |
| James Egozi         | 2024- | Campionato spagnolo di Formula 4            |                                        |
| Fionn McLaughlin    | 2025- | Kart                                        |                                        |
| Scott Lindblom      | 2025- | Kart                                        |                                        |
| Jules Caranta       | 2025- | Campionato francese di Formula 4            |                                        |
| Ernesto Rivera      | 2025- | Campionato spagnolo di Formula 4            |                                        |
| Christopher Feghali | 2025- | Kart                                        |                                        |
| Rocco Coronel       | 2025- | Kart                                        |                                        |
| Nikola Colov        | 2025- | Campionato FIA di Formula 3                 |                                        |
| Niklas Schaufler    | 2025- | Kart                                        |                                        |

## Piloti promossi in Red Bull Racing
| Pilota            | Esperienza nello Junior Team | Esperienza nello Junior Team | Esperienza in F1 con la Red Bull | Esperienza in F1 con la Red Bull                                                                 |
| Pilota            | Anni                         | Campionati svolti in precedenza | Red Bull Racing                  | Altre squadre                                                                                    |
| ----------------- | ---------------------------- | --- | -------------------------------- | ------------------------------------------------------------------------------------------------ |
| Yūki Tsunoda      | 2019-2020                    | | 2025 - Presente                  | Racing Bulls (2021-2025)                                                                         |
| Liam Lawson       | 2019-2024                    | Formula 3 (2019–2020) DTM (2021) Formula 2 (2021–2022) Super Formula (2023) | 2025                             | AlphaTauri (2023, 2024) Racing Bulls (2025-)                                                     |
| Alexander Albon   | 2019                         | Karting (2006-2011) Eurocup Formula Renault 2.0 (2012-2014) Formula 3 Europea (2015) GP3 Series (2016) Formula 2 (2017-2018) | 2019-2020                        | Toro Rosso (2019) Williams Racing (2022-)                                                        |
| Pierre Gasly      | 2014-2017                    | Formula 2 (2016) Formula E (2017) | 2019                             | Toro Rosso (2017-2018, 2019) AlphaTauri(2020-2022) Alpine (2023-)                                |
| Max Verstappen    | 2014                         | F3 europea (2014) | 2016- Presente                   | Toro Rosso (2015)                                                                                |
| Daniil Kvjat      | 2010–13                      | Formula BMW Europe (2010) Formula BMW Pacific (2010) Eurocup Formula Renault 2.0 (2010-2012) Formula Renault 2.0 Northern European Cup (2011) Toyota Racing Series (2011) Formula Renault 2.0 Alps (2012) GP3 Series (2013) European Formula Three Championship (2013) | 2015-2016                        | Toro Rosso (2014-2016, 2017, 2019) AlphaTauri (2020)                                             |
| Daniel Ricciardo  | 2008–11                      | Eurocup Formula Renault 2.0 (2008) Formula Renault 2.0 West European Cup (2008) British Formula 3 Championship (2009) Formula Renault 3.5 Series (2009-2011) | 2014-2018                        | HRT (2011) Toro Rosso (2012-2013) Renault (2019-2020) McLaren (2021-2022) AlphaTauri (2023-2024) |
| Sebastian Vettel  | 1998–2007                    | Karting (1998–02) Formula BMW ADAC (2003-2004) Formula 3 Euro Series (2005-2006) Formula Renault 3.5 Series (2006-2007) | 2009-2014                        | BMW Sauber (2007) Toro Rosso (2007-2008) Scuderia Ferrari (2015-2020) Aston Martin (2021-2022)   |
| Christian Klien   | 2001–2003                    | Formula 3 Euro Series (2003) Formula Renault 2000 Germany (2002) Formula Renault 2000 Eurocup (2002) | 2005-2006                        | Jaguar (2004)                                                                                    |
| Vitantonio Liuzzi | 2003–2004                    | International Formula 3000 (2003-2004) | 2005                             | Toro Rosso (2007)                                                                                |

- Titoli vinti evidenziati in grassetto.

## Piloti che ne hanno fatto parte
| Former Red Bull Junior Team Drivers | Former Red Bull Junior Team Drivers | Former Red Bull Junior Team Drivers |
| Pilota                              | Anni                                | Categoria |
| ----------------------------------- | ----------------------------------- | --- |
| Kacper Sztuka                       | 2024                                | Campionato FIA di Formula 3 |
| Enzo Fittipaldi                     | 2023                                | Campionato FIA di Formula 2 (2023) |
| Zane Maloney                        | 2023                                | Campionato FIA di Formula 2 (2023) |
| Sebastián Montoya                   | 2023                                | Campionato FIA di Formula 3 (2023) European Le Mans Series (2023) |
| Souta Arao                          | 2022-2023                           | Campionato francese di Formula 4 (2022) Campionato GB3 (2023) |
| Jak Crawford                        | 2020-2023                           | Campionato FIA di Formula 3 (2020-2021) Campionato FIA di Formula 2 (2022-2023) |
| Liam Lawson                         | 2019-2023                           | Campionato FIA di Formula 3 (2019-2020) Toyota Racing Series (2019-2020) Campionato FIA di Formula 2 (2021-2022) DTM (2021) Super Formula (2023)                                                                  |
| Dennis Hauger                       | 2018-2023                           | Campionato britannico di Formula 4 (2018) Campionato italiano di Formula 4 (2019) Campionato FIA di Formula 3 (2020-2021) Campionato FIA di Formula 2 (2022-2023)                                                 |
| Yuto Nomura                         | 2022                                | Campionato francese di Formula 4 (2022) |
| Noel León                           | 2022                                | Campionato FIA di Formula 3 europea regionale (2022) |
| Ren Sato                            | 2022                                | Super Formula (2022) |
| Jehan Daruvala                      | 2020-2022                           | Campionato FIA di Formula 2 (2020-2022) |
| Jonny Edgar                         | 2018-2022                           | Campionato ADAC di Formula 4 (2019-2020) Campionato FIA di Formula 3 (2021-2022) |
| Juri Vips                           | 2018-2022                           | Formula 2 (2020-2022) |
| Niko Kari                           | 2016-2017                           | GP3 Series (2017) Campionato FIA di Formula 2 (2018) Campionato FIA di Formula 3 (2019) |
| Sérgio Sette Câmara                 | 2016-2017                           | Formula 2 (2017) |
| Max Verstappen                      | 2014                                | Formula 1 (2015-) |
| Daniil Kvjat                        | 2010-2014                           | Formula 1 (2014-17, 2019-2020) |
| Alex Albon                          | 2012                                | Eurocup Formula Renault 2.0 (2013) Campionato FIA di Formula 3 (2016) Campionato FIA di Formula 2 (2017-2018) Formula 1 (2019-2020)                                                                               |
| Filipe Albuquerque                  | 2007                                | World Series by Renault 3.5 (2008) Superstars Series (2009-10) Italian GT Championship (2009–11) Campionato FIA GT (2011-12) Deutsche Tourenwagen Masters (2012–13) Rolex Sports Car Series (2013)                |
| Michail Alëšin                      | 2005–09                             | World Series by Renault 3.5 (2010, 2012–13) German Formula Three (2011) Campionato FIA GT (2013) |
| Jaime Alguersuari                   | 2007–09                             | Formula 1 (2009–2011) Karting World Championship (2013) |
| Michael Ammermüller                 | 2007                                | International Formula Master (2008) A1 Grand Prix (2008–09) FIA GT3 European Championship (2010) ADAC GT Masters (2010–11) Porsche Supercup (2012–13) Porsche Carrera Cup Germany (2012) Campionato FIA GT (2013) |
| Pedro Bianchini                     | 2007                                | Eurocup Formula BMW (2008) |
| Mirko Bortolotti                    | 2009                                | GP3 Series (2010) FIA Formula Two Championship (2011) ADAC GT Masters (2012) Eurocup Mégane Trophy (2013) |
| Sébastien Buemi                     | 2007–08                             | Formula 1 (2009–11) Campionato FIA GT (2012-13) Formula E (2014-) |
| Karun Chandhok                      | 2008                                | GP2 Series (2009) Formula 1 (2010–11) Campionato FIA GT (2012–13) FIA GT Series (2013) |
| Stefano Coletti                     | 2007–08                             | Formula 3 Euro Series (2009) World Series by Renault 3.5 (2010) GP2 Series (2011–13) |
| Tom Dillmann                        | 2007–08                             | Formula 3 Euro Series (2009) German Formula Three (2010) GP3 Series (2011) GP2 Series (2012-13) |
| John Edwards                        | 2007                                | Star Mazda Championship (2008) Atlantic Championship (2009) Continental Tire Sports Car Challenge (2010–13) Rolex Sports Car Series (2013) American Le Mans Series (2013)                                         |
| Brendon Hartley                     | 2007–10                             | World Series by Renault 3.5 (2011) GP2 Series (2012) Campionato FIA GT (2012–13) Rolex Sports Car Series (2013) European Le Mans Series (2013) Formula 1 (2017-2018)                                              |
| Neel Jani                           | 2007                                | A1 Grand Prix (2008–09) Le Mans Series (2009–11) Campionato FIA GT (2010) Superleague Formula (2010–11) American Le Mans Series (2011–13) campionato FIA GT (2012-13)                                             |
| Daniel Juncadella                   | 2008–09                             | Formula 3 Euro Series (2010–12) FIA European Formula 3 Championship (2012) Deutsche Tourenwagen Masters (2013) |
| Mika Mäki                           | 2007–09                             | Formula 3 Euro Series (2010) |
| Kevin Mirocha                       | 2007                                | German Formula Three (2008) Formula 3 Euro Series (2009) Formula Renault 2.0 NEC (2010) GP2 Series (2011) FIA Formula Two Championship (2012)                                                                     |
| Daniel Morad                        | 2007                                | Atlantic Championship (2008) A1 Grand Prix (2008–09) GP3 Series (2010–11) Firestone Indy Lights (2011) |
| Oliver Oakes                        | 2006-2007                           | Formula 3 Euro Series (2008) F3 inglese (2009) GP3 Series (2010) |
| Edoardo Piscopo                     | 2007                                | Italian Formula Three (2008) FIA Formula Two Championship (2009) Auto GP (2010) Campionato FIA GT (2011) Porsche Carrera Cup Italy (2012) Superstars Series (2013)                                                |
| Niall Quinn                         | 2006                                | Formula BMW (2007–08) A1 Grand Prix (2009) Firestone Indy Lights (2010) Euro Racecar NASCAR Touring Series (2012)                                                                                                 |
| Daniel Ricciardo                    | 2008–11                             | Formula 1 (2011–2022) |
| Jean-Éric Vergne                    | 2008–11                             | Formula 1 (2012–2014) Formula E (2014-) |
| Jean-Karl Vernay                    | 2007–08                             | Formula 3 Euro Series (2009) Firestone Indy Lights (2010) World Series by Renault 3.5 (2011) Porsche Carrera Cup France (2012) Campionato FIA GT (2012–13)                                                        |
| Sebastian Vettel                    | 2007                                | Formula 1 (2007–22) |
| Stefan Wackerbauer                  | 2012                                | World Series by Renault 2.0 (2013) |
| Robert Wickens                      | 2007, 2009                          | World Series by Renault 3.5 (2008, 2011) GP3 Series (2010) Deutsche Tourenwagen Masters (2012-13) |
| Lewis Williamson                    | 2012                                | GP3 Series (2012–13) |
| Adrian Zaugg                        | 2007                                | GP2 Series (2008–11) Lamborghini Super Trofeo (2012-13) |

## Passati alla Formula Uno
| Pilota             | Anni             | Squadra/e                                                           |
| ------------------ | ---------------- | ------------------------------------------------------------------- |
| Enrique Bernoldi   | 2001–02          | Arrows-Asiatech                                                     |
| Christian Klien    | 2004–06, 2010    | Jaguar, Red Bull, HRT                                               |
| Narain Karthikeyan | 2005, 2011–12    | Jordan, HRT                                                         |
| Patrick Friesacher | 2005             | Minardi                                                             |
| Robert Doornbos    | 2005–06          | Minardi, Red Bull                                                   |
| Vitantonio Liuzzi  | 2005–07, 2009–11 | Red Bull, Toro Rosso, Force India, HRT                              |
| Scott Speed        | 2006–07          | Toro Rosso                                                          |
| Sebastian Vettel   | 2007–2022        | BMW Sauber, Toro Rosso, Red Bull, Ferrari, Aston Martin             |
| Sébastien Buemi    | 2008–11          | Toro Rosso                                                          |
| Jaime Alguersuari  | 2009–11          | Toro Rosso                                                          |
| Karun Chandhok     | 2010–11          | HRT, Lotus                                                          |
| Daniel Ricciardo   | 2011–2024        | HRT, Toro Rosso/AlphaTauri/Racing Bulls, Red Bull, Renault, McLaren |
| Jean-Éric Vergne   | 2012–14          | Toro Rosso                                                          |
| Carlos Sainz Jr.   | 2015–            | Toro Rosso, Renault, McLaren, Ferrari, Williams                     |
| Max Verstappen     | 2015–            | Toro Rosso, Red Bull                                                |
| Daniil Kvjat       | 2014–17, 2019-20 | Toro Rosso/AlphaTauri, Red Bull                                     |
| Pierre Gasly       | 2017-            | Toro Rosso/AlphaTauri, Red Bull, Alpine                             |
| Alex Albon         | 2019-2020, 2022- | Toro Rosso, Red Bull, Williams                                      |
| Yuki Tsunoda       | 2021-            | AlphaTauri/Racing Bulls, Red Bull                                   |
| Liam Lawson        | 2023, 2024-      | AlphaTauri/Racing Bulls, Red Bull                                   |
| Isack Hadjar       | 2025-            | Racing Bulls                                                        |

- In grassetto i piloti che corrono tuttora in F1.